# Palystella namaquensis
Palystella namaquensis is een spinnensoort uit de familie van de jachtkrabspinnen (Sparassidae).
De wetenschappelijke naam van de soort werd in 1938 gepubliceerd door Reginald Frederick Lawrence.